# Siikalatva
Siikalatva is een gemeente in het Finse landschap Pohjois-Pohjanmaa.

## Geschiedenis
Siikalatva is een fusiegemeente ontstaan op 1 januari 2009 uit het samenvoegen van de voormalige gemeenten Kestilä, Piippola, Pulkkila en Rantsila.

## Geografie
Siikalatva heeft een landoppervlakte van 2.173,27 km² en grenst aan de gemeenten Haapavesi, Kajaani, Kärsämäki, Liminka, Muhos, Pyhäntä, Raahe, Siikajoki en Vaala.

## Politiek
De burgemeester van Siikalatva heet Tuomo Haapalathi. In het gemeentebestuur van Siikalatva zijn er 27 zetels waarvan de Centrumpartij van Finland er 19 hebben, de Finnenpartij er 5, de Linkse Alliantie er 2, en de Sociaaldemocratische Partij van Finland er 1.

## Bevolking
Siikalatva heeft een inwonersaantal van 5.029 (2022) waarvan de meeste (99,3%) Fins spreken, daarna worden er ook nog Zweeds gesproken (0,1%) en andere talen (0,6%).
In Siikalatva is 60,2% van de inwoners tussen de 15 en de 64 jaar oud.